# روب ونايت
روب ونايت (بالإنجليزية: Rob Knight)‏ هو سياسي أسترالي، ولد في 1967. حزبياً، نشط في حزب العمال الأسترالي. وقد انتخب عضو الجمعية التشريعية للإقليم الشمالي ‏.